# Titcov, Brăila
Titcov este un sat în comuna Frecăței din județul Brăila, Muntenia, România.